# NXT Vengeance Day (2022)
NXT Vengeance Day (2022) – specjalny odcinek cotygodniowego programu NXT. Odbył się 15 lutego 2022 w WWE Performance Center w Orlando w stanie Floryda. Zamiast swojego normalnego kanału, USA Network, program telewizyjny został wyemitowany na Syfy z powodu transmisji Zimowych Igrzysk Olimpijskich 2022 na USA w normalnym slocie NXT.
W odcinku odbyło się pięć walk. W walce wieczoru, Bron Breakker pokonał Santosa Escobara broniąc NXT Championship.

## Produkcja i rywalizacje
NXT Vengeance Day oferowało walki profesjonalnego wrestlingu z udziałem wrestlerów należących do brandu NXT. Wyreżyserowane rywalizacje (storyline’y) były kreowane podczas cotygodniowych gal NXT. Wrestlerzy są przedstawieni jako heele (negatywni, źli zawodnicy i najczęściej wrogowie publiki) i face’owie (pozytywni, dobrzy i najczęściej ulubieńcy publiki), którzy rywalizują pomiędzy sobą w seriach walk mających budować napięcie. Kulminacją rywalizacji jest walka wrestlerska lub ich seria.

### Bron Breakker vs. Santos Escobar
4 stycznia 2022 roku na NXT: New Year’s Evil, Bron Breakker pokonał Tommaso Ciampę i zdobył NXT Championship po raz pierwszy w swojej karierze. Na następnym odcinku NXT, Breakker podziękował Ciampie za pogratulowanie mu zwycięstwa i okazanie szacunku jego ojcu Rickowi Steinerowi. Gdy Breakker opuścił ring, skrzyżował ścieżki z Santosem Escobarem i Legado Del Fantasma (Joaquin Wilde i Raul Mendoza), przygotowując się do nadchodzącej walki. Na odcinku z 25 stycznia, Escobar był na ringu z Legado Del Fantasma, narzekając, jak Breakker szybko awansował w NXT i zdobył tytuł przed nim. Pojawił się Breakker i powiedział Escobarowi, że akceptuje jego wyzwanie, ale Escobar powiedział, że zrobi to w swoim czasie i poinformuje Breakkera, kiedy będzie gotowy. 8 lutego odbył się Championship Summit, na którym zarówno Breakker, jak i Escobar wymienili się słowami, kto opuści Vengeance Day jako mistrz, kiedy członek brandu Raw Dolph Ziggler pojawił się i skonfrontował Breakkera z jego komentarzami na jego temat na Twitterze i powiedział, że nigdy nie posiadał mistrzostwa NXT. Następnie Ciampa pojawił się, by skonfrontować się z Zigglerem, co spowodowało, że Escobar powiedział, że gdy zostanie mistrzem, poradzi sobie z nimi obydwoma. Ciampa i Ziggler bili się przy ringu, zostawiając Breakkera znokautowanego przez Wilde’a i Mendozę, a następnie dwukrotnie przeleciał przez stół.

### Finał turnieju Dusty Rhodes Tag Team Classic
Na NXT: New Year’s Evil, ogłoszono siódmy Dusty Rhodes Tag Team Classic, w którym ośmioosobowy turniej mężczyzn rozpocznie się 18 stycznia. 8 lutego na odcinku NXT, odbyły się półfinały, w których MSK (Nash Carter i Wes Lee) pokonali Edrisa Enofé i Malika Blade’a i The Creed Brothers (Brutus Creed i Julius Creed) pokonanie Grizzled Young Veterans (James Drake i Zack Gibson), aby awansować i spotkać się w finale podczas Vengeance Day.

### Pete Dunne vs. Tony D’Angelo
5 grudnia 2021 roku na NXT WarGames, Tony D’Angelo obalił Pete’a Dunne’a łomem i odebrał mu ochraniacz na zęby podczas WarGames matchu. Dunne skonfrontował się z D’Angelo 14 grudnia na odcinku NXT i pokonał go w walce wieczoru w następnym tygodniu. Po walce, D’Angelo zaatakował dłoń Dunne’a łomem, powodując, że wił się z bólu. Na odcinku z 11 stycznia 2022 roku, D’Angelo pokonał Dunne’a w Crowbar on a Pole matchu. W następnym tygodniu, D’Angelo poprowadził nabożeństwo upamiętniające karierę Dunne’a i skupił się na NXT North American Championship Carmelo Hayesa. 25 stycznia na odcinku NXT, D’Angelo walczył z Cameronem Grimesem w pojedynku o miano pretendenta do walki o tytuł, ale przegrał po pojawieniu się Dunne’a i uderzeniu go w rękę kijem do krykieta. W następnych tygodniach, Dunne wyzwał D’Angelo na pojedynek w stalowej klatce, ale potem podniósł stypulację po uniknięciu jego ataków łomem podczas walki z Draco Anthonym, rzucając krzesłami, łomami, kijami do kendo i skrzynką z narzędziami do ringu, aby ustalić Weaponized Steel Cage match na Vengeance Day.

### Toxic Attraction vs. Indi Hartwell i Persia Pirotta
26 października 2021 roku na NXT: Halloween Havoc, Toxic Attraction (Gigi Dolin i Jacy Jayne) pokonały Io Shirai i Zoey Stark oraz Indi Hartwell i Persię Pirottę w Triple Threat Tag Team Scareway to Hell Ladder matchu, aby zdobyć NXT Women’s Tag Team Championship po raz pierwszy w karierze. 25 stycznia 2022 roku na odcinku NXT, Dolin i Jayne (obok mistrzyni kobiet NXT Mandy Rose) walczyły w Six-woman Tag Team matchu przeciwko Hartwell, Pirotcie i Kay Lee Ray, gdzie przegrały po tym, jak Dolin została przypięta przez Pirottę. W następnym tygodniu, Toxic Attraction pojawiły się na ringu, aby powiedzieć Hartwell i Pirotcie, że podpisały „wyrok śmierci” po wygranej w zeszłym tygodniu, mówiąc, że wystawiają swoje tytuły tag team przeciwko nim na Vengeance Day. 

### Carmelo Hayes vs. Cameron Grimes
25 stycznia na odcinku NXT, Cameron Grimes wygrał wyżej wspomnianą walkę o miano pretendenta i został kolejnym pretendentem do NXT North American Championship Carmelo Hayesa. Walka została następnie zaplanowana na Vengeance Day.

## Wyniki walk
| Nr                                 | Wyniki | Stypulacje | Czas  |
| ---------------------------------- | --- | --- | ----- |
| 1                                  | Pete Dunne pokonał Tony D’Angelo poprzez pinfall                                                                                | Weaponized Steel Cage match                                                                                           | 9:52  |
| 2                                  | Toxic Attraction (Gigi Dolin i Jacy Jayne) (c) (z Mandy Rose) pokonały Indi Hartwell i Persię Pirottę poprzez pinfall           | Tag Team match o NXT Women’s Tag Team Championship                                                                    | 7:54  |
| 3                                  | Carmelo Hayes (c) (z Trick Williamsem) pokonał Camerona Grimesa poprzez pinfall                                                 | Singles match o NXT North American Championship                                                                       | 15:57 |
| 4                                  | The Creed Brothers (Brutus Creed i Julius Creed) (z Malcolmem Bivensem) pokonali MSK (Nasha Cartera i Wesa Lee) poprzez pinfall | Finał turnieju Dusty Rhodes Tag Team Classic mężczyzn Zwycięzcy otrzymają przyszłą walkę o NXT Tag Team Championship. | 9:36  |
| 5                                  | Bron Breakker (c) pokonał Santosa Escobara (z Joaquinem Wildem i Raulem Mendozą) poprzez pinfall                                | Singles match o NXT Championship                                                                                      | 12:05 |
| (c) – mistrz/mistrzyni przed walką | | |       |

### Turniej Dusty Rhodes Tag Team Classic mężczyzn
|  | Pierwsza runda NXT 2.0 (18 stycznia 2022 – 25 stycznia 2022) | Pierwsza runda NXT 2.0 (18 stycznia 2022 – 25 stycznia 2022) | Pierwsza runda NXT 2.0 (18 stycznia 2022 – 25 stycznia 2022) |                           |                    | Półfinały NXT 2.0 (8 lutego 2022) | Półfinały NXT 2.0 (8 lutego 2022) | Półfinały NXT 2.0 (8 lutego 2022) |  |  | Finał NXT Vengeance Day (15 lutego 2022) | Finał NXT Vengeance Day (15 lutego 2022) | Finał NXT Vengeance Day (15 lutego 2022) |  |
|  |                                                              |                                                              |                                                              |                           |                    |                                   |                                   |                                   |  |  |                                          |                                          |                                          |  |
|  | MSK (Wes Lee i Nash Carter)                                  | MSK (Wes Lee i Nash Carter)                                  | Pin                                                          |                           |                    |                                   |                                   |                                   |  |  |                                          |                                          |                                          |  |
|  | MSK (Wes Lee i Nash Carter)                                  | MSK (Wes Lee i Nash Carter)                                  | Pin                                                          |                           |                    |                                   |                                   |                                   |  |  |                                          |                                          |                                          |  |
|  | Jacket Time (Ikemen Jiro i Kushida)                          | Jacket Time (Ikemen Jiro i Kushida)                          | 11:42                                                        |                           |                    |                                   |                                   |                                   |  |  |                                          |                                          |                                          |  |
|  | Jacket Time (Ikemen Jiro i Kushida)                          | Jacket Time (Ikemen Jiro i Kushida)                          | 11:42                                                        |                           | MSK                | MSK                               | Pin                               |                                   |  |  |                                          |                                          |                                          |  |
|  |                                                              |                                                              |                                                              |                           | MSK                | MSK                               | Pin                               |                                   |  |  |                                          |                                          |                                          |  |
|  |                                                              |                                                              | Edris Enofé i Malik Blade                                    | Edris Enofé i Malik Blade | 9:29               |                                   |                                   |                                   |  |  |                                          |                                          |                                          |  |
|  | Edris Enofé i Malik Blade                                    | Edris Enofé i Malik Blade                                    | Edris Enofé i Malik Blade                                    | Edris Enofé i Malik Blade | 9:29               | Pin                               |                                   |                                   |  |  |                                          |                                          |                                          |  |
|  | Edris Enofé i Malik Blade                                    | Edris Enofé i Malik Blade                                    |                                                              |                           |                    |                                   |                                   |                                   |  |  |                                          |                                          |                                          |  |
|  | Legado Del Fantasma (Joaquin Wilde i Raul Mendoza)           | Legado Del Fantasma (Joaquin Wilde i Raul Mendoza)           | 3:17                                                         |                           |                    |                                   |                                   |                                   |  |  |                                          |                                          |                                          |  |
|  | Legado Del Fantasma (Joaquin Wilde i Raul Mendoza)           | Legado Del Fantasma (Joaquin Wilde i Raul Mendoza)           | 3:17                                                         |                           | MSK                | MSK                               | 9:36                              |                                   |  |  |                                          |                                          |                                          |  |
|  |                                                              |                                                              |                                                              |                           |                    |                                   |                                   |                                   |  |  |                                          |                                          |                                          |  |
|  |                                                              |                                                              | The Creed Brothers                                           | The Creed Brothers        | Pin                |                                   |                                   |                                   |  |  |                                          |                                          |                                          |  |
|  | Brooks Jensen i Josh Briggs                                  | Brooks Jensen i Josh Briggs                                  | The Creed Brothers                                           | The Creed Brothers        | Pin                | 5:33                              |                                   |                                   |  |  |                                          |                                          |                                          |  |
|  | Brooks Jensen i Josh Briggs                                  | Brooks Jensen i Josh Briggs                                  |                                                              |                           |                    |                                   |                                   |                                   |  |  |                                          |                                          |                                          |  |
|  | The Creed Brothers (Brutus Creed i Julius Creed)             | The Creed Brothers (Brutus Creed i Julius Creed)             | Pin                                                          |                           |                    |                                   |                                   |                                   |  |  |                                          |                                          |                                          |  |
|  | The Creed Brothers (Brutus Creed i Julius Creed)             | The Creed Brothers (Brutus Creed i Julius Creed)             | Pin                                                          |                           | The Creed Brothers | The Creed Brothers                | Pin                               |                                   |  |  |                                          |                                          |                                          |  |
|  |                                                              |                                                              |                                                              |                           | The Creed Brothers | The Creed Brothers                | Pin                               |                                   |  |  |                                          |                                          |                                          |  |
|  |                                                              |                                                              | Grizzled Young Veterans                                      | Grizzled Young Veterans   | 12:01              |                                   |                                   |                                   |  |  |                                          |                                          |                                          |  |
|  | Chase University (Andre Chase i Bodhi Hayward)               | Chase University (Andre Chase i Bodhi Hayward)               | Grizzled Young Veterans                                      | Grizzled Young Veterans   | 12:01              | 5:11                              |                                   |                                   |  |  |                                          |                                          |                                          |  |
|  | Chase University (Andre Chase i Bodhi Hayward)               | Chase University (Andre Chase i Bodhi Hayward)               |                                                              |                           |                    |                                   |                                   |                                   |  |  |                                          |                                          |                                          |  |
|  | Grizzled Young Veterans (James Drake i Zack Gibson)          | Grizzled Young Veterans (James Drake i Zack Gibson)          | Pin                                                          |                           |                    |                                   |                                   |                                   |  |  |                                          |                                          |                                          |  |